# Drosophila lineata
Drosophila lineata är en tvåvingeart som beskrevs av Frederik Maurits van der Wulp 1881. Drosophila lineata ingår i släktet Drosophila och familjen daggflugor.
Artens utbredningsområde är Sumatra.